# Bernhard Thieme (Regisseur)
Bernhard Thieme (* 25. Dezember 1925 in Chemnitz; † 24. April 1977) war ein deutscher Filmregisseur und Drehbuchautor.

## Leben
Thieme arbeitete ab den 1950er-Jahren zunächst als Regieassistent bei der DEFA. Sein Regie-Debüt wurde 1958 der Kurzfilm Meister Zacharias und seine acht goldenen Zeiger. Weitere Kurz- und Fernsehfilme, auch für die BRD, folgten. Sein einziger Langfilm für das Kino wurde 1961 der Kinderfilm Das hölzerne Kälbchen nach dem Märchen Das Bürle der Gebrüder Grimm. Später widmete er sich dem Dokumentarfilm und wurde auch für den DFF tätig.

## Filmografie
- 1953: Die verschlossene Tür (TV, nur Darsteller)
- 1955: Hotelboy Ed Martin (Regie-Assistent)
- 1958: Meister Zacharias und seine acht goldenen Zeiger (Kurzfilm)
- 1959: Der Kumpel mit der Feder (Kurzfilm)
- 1961: Der gutmütige Teufel oder Die Geschichte vom Bauern und der Bäuerin (TV)
- 1961: Das hölzerne Kälbchen (auch Drehbuch)
- 1961: Wie Sie wünschen (TV)
- 1962: Drei Männer spinnen (TV)
- 1965: Das Kabinett des Professor Enslen (TV)
- 1966: Guten Abend … (TV)
- 1962: Minna von Barnhelm oder Das Soldatenglück (Regie-Assistenz)
- 1966: Junggesellenabschied (TV, nur Drehbuch)
- 1969: Heiner Hinrichs – Protokoll eines Charakters (Dokumentarfilm, auch Drehbuchkonzept)[1]
- 1969: Liebe, Love, l’Amour (TV, auch Drehbuch)
- 1969: Heiner Fink (TV, auch Drehbuch)
- 1977: Bezauberndes Fräulein (TV, Adaption)